# Maechidius pellus
Maechidius pellus är en skalbaggsart som beskrevs av Britton 1957. Maechidius pellus ingår i släktet Maechidius och familjen Melolonthidae. Inga underarter finns listade i Catalogue of Life.